# Ерік (герцог Фріульський)
Е́ріх (нім. Erich von Friaul; пом.799) — герцог Фріульський (789–799), старший син Герольда Вінцгау, алеманського дворянина, який служив Карлу Великому та був маркграфом аварської марки.
Еріх підкоряв аварів. У 791 разом із королем Піпіном він вирушив у долину Драви та розорив Паннонію, тоді як Карл Великий рушив уздовж Дунаю у землі аварів. Карл Великий повернувся, щоб втихомирити повстання саксонців у 792.
У 795 або 796 Еріх і Піпін захопили в полон головного кагана аварів, якого привезли до Аахена, де охрестили і назвали його Теодором. У 796 Еріх послав свої загони до Паннонії проти короля Хорватії Войномира.
У 799 Еріха убили в Лібурнії через зраду місцевих жителів.